# TMOD4
TMOD4 (англ. Tropomodulin 4) – білок, який кодується однойменним геном, розташованим у людей на короткому плечі 1-ї хромосоми.  Довжина поліпептидного ланцюга білка становить 345 амінокислот, а молекулярна маса — 39 335.
| 10         |  | 20         |  | 30         |  | 40         |  | 50         |
| ---------- |  | ---------- |  | ---------- |  | ---------- |  | ---------- |
| MSSYQKELEK |  | YRDIDEDEIL |  | RTLSPEELEQ |  | LDCELQEMDP |  | ENMLLPAGLR |
| QRDQTKKSPT |  | GPLDREALLQ |  | YLEQQALEVK |  | ERDDLVPFTG |  | EKKGKPYIQP |
| KREIPAEEQI |  | TLEPELEEAL |  | AHATDAEMCD |  | IAAILDMYTL |  | MSNKQYYDAL |
| CSGEICNTEG |  | ISSVVQPDKY |  | KPVPDEPPNP |  | TNIEEILKRV |  | RSNDKELEEV |
| NLNNIQDIPI |  | PMLSELCEAM |  | KANTYVRSFS |  | LVATRSGDPI |  | ANAVADMLRE |
| NRSLQSLNIE |  | SNFISSTGLM |  | AVLKAVRENA |  | TLTELRVDNQ |  | RQWPGDAVEM |
| EMATVLEQCP |  | SIVRFGYHFT |  | QQGPRARAAQ |  | AMTRNNELRR |  | QQKKR      |

A: Аланін

C: Цистеїн

D: Аспарагінова кислота

E: Глутамінова кислота

F: Фенілаланін

G: Гліцин

H: Гістидин

I: Ізолейцин

K: Лізин

L: Лейцин

M: Метіонін

N: Аспарагін

P: Пролін

Q: Глутамін

R: Аргінін

S: Серин

T: Треонін

V: Валін

W: Триптофан

Задіяний у таких біологічних процесах як поліморфізм, альтернативний сплайсинг. 
Білок має сайт для зв'язування з молекулою актину. 
Локалізований у цитоплазмі, цитоскелеті.